# Копец, Иван Иванович
Ива́н Ива́нович Ко́пец (19 сентября 1908, Царское Село, Санкт-Петербургская губерния — 22 июня 1941, Минск) — лётчик-истребитель, генерал-майор авиации, командующий ВВС Западного фронта в первый день Великой Отечественной войны. Герой Советского Союза за воздушные бои в Испании. В первый день войны застрелился.

## Биография
Родился 19 сентября 1908 года в Царском Селе в семье слесаря. В 1925 году окончил 8 классов школы в городе Ишиме Тюменской области, после чего работал секретарём окружного суда.
На военной службе с 1927 года. Военное образование получил в Ленинградской военно-теоретической школе (1928), в Качинской военной авиационной школе пилотов (1929) и на курсах усовершенствования высшего начальствующего состава при Военной академии имени М. В. Фрунзе (1935).
Служил в 70-м отдельном истребительном авиаотряде авиационной бригады при Военно-воздушной академии имени Н. Е. Жуковского. С сентября 1936 года лётчик, затем командир авиационной группы Хозе в войсках республиканской Испании во время гражданской войны 1936—1939 годов. Летал на биплане Ньюпор-52, затем на истребителе И-15. Сбил шесть самолётов противника, награждён орденом Красного Знамени, удостоен звания Героя Советского Союза с вручением ордена Ленина и особой грамоты. Покинул Испанию 17 июня 1937 года.
12 декабря 1937 года избран депутатом Совета Союза Верховного Совета СССР 1-го созыва от Ленинградской области.
В 1938 году комбриг Копец назначен заместителем командующего ВВС Ленинградского военного округа. Во время советско-финской войны был командующим ВВС 8-й армии, лично участвовал в боевых вылетах. За эти бои был награждён вторым орденом Ленина, и 31 марта 1940 года ему было присвоено воинское звание комдива. После переаттестации 1940 года в связи с введением генеральских званий в РККА — генерал-майор авиации. В первый день Великой Отечественной войны был командующим ВВС Западного фронта.

## 22 июня
В 03:00 утра 22 июня 1941 года аэродромы фронта были внезапно атакованы германской авиацией. Высотные бомбардировщики Heinkel He 111 нанесли массированный удар кассетными бомбами по выстроенным крыло к крылу самолётам ВВС. На стоянках были уничтожены сотни истребителей. Второй удар нанесли пикировщики Junkers Ju 87 и Junkers Ju 88 совместно с тяжёлыми истребителями Messerschmitt Bf.110. Некоторые аэродромы, расположенные вблизи границы, к середине дня были захвачены наступающими наземными войсками противника.
Историки обращают внимание на несовершенство организационной структуры советской авиации, а именно на то обстоятельство, что командующему ВВС фронта подчинялись лишь некоторые соединения: 12-я, 13-я бомбардировочные авиадивизии, 3-й авиакорпус дальней авиации и 43-я истребительная авиадивизия. 9, 10 и 11-я смешанные авиадивизии были подчинены командующим армиями. При этом 43-я истребительная авиационная дивизия базировалась в районе Орши и участвовать в боях на границе не могла. Поэтому для ответного удара Копец мог использовать только бомбардировщики СБ и ДБ-3, причём без истребительного прикрытия.
В середине дня генерал Копец ввёл в бой бомбардировщики из 12-й и 13-й авиадивизий и 3-й дальнебомбардировочный корпус. Ответные удары были нацелены на известные аэродромы противника, переправы через Буг и колонны механизированных частей. Не имевшие прикрытия бомбардировщики понесли тяжелые потери. Так, 13-я авиадивизия потеряла в течение дня 64 бомбардировщика СБ.
Общие потери ВВС Западного фронта 22 июня составили 738 самолётов, в том числе 528 было потеряно на земле.
Совершив облёт разрушенных аэродромов и узнав о масштабах потерь, Копец застрелился в своём служебном кабинете около 18:00 того же дня. В литературе часто указывается, что И. И. Копец застрелился 23 июля 1941 года.
Согласно другой версии, начальник особого отдела НКВД Западного особого военного округа майор ГБ Павел Бегма вечером 21 июня 1941 года получил спецсообщение из Москвы об «изъятии генерала И. И. Копец по вновь открывшимся обстоятельствам». Основанием послужили показания Якова Смушкевича, о том, что он, бывший главный советник по авиации республиканской Испании, сам завербовал Копеца в свою группу.
Согласно выписке из приказа Главного управления кадров Красной Армии, «генерал-майор авиации И. И. Копец, 1908 г.р., исключен из списков действующего высшего комсостава как застрелившийся 23.06.1941».
Сменивший Копеца генерал-майор Таюрский Андрей Иванович 2 июля 1941 года снят с должности и впоследствии расстрелян.

## Память

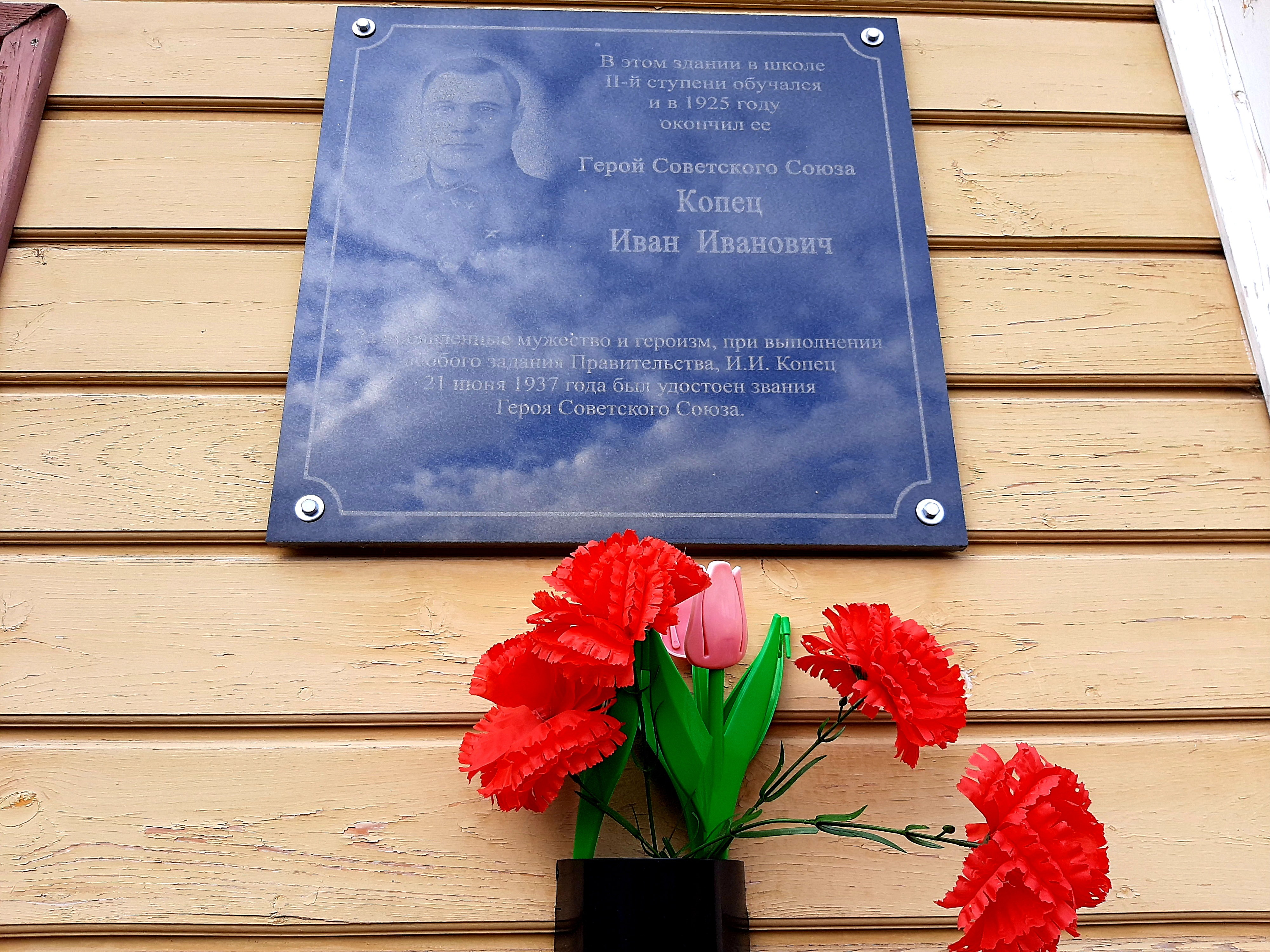
Мемориальная доска в Ишиме, 2020

- Был похоронен на Военном кладбище в Минске. По свидетельству дочери И. И. Копеца, часть территории Военного кладбища, на которой его похоронили, после войны была застроена[9].
- В городе Ишиме в 1990 году улица Московская переименована в улицу имени И. И. Копеца, а на здании школы, в которой учился будущий генерал-майор авиации Иван Копец, 6 мая 2005 года была установлена мемориальная доска[10].

## Семья
- Жена — Нина Павловна, урожд. Шундрикова (1908—2001). Арестована 23 августа 1941 года. Осуждена по приговору ОСО НКВД СССР от 22 июля 1942 г. на 5 лет лишения свободы как «жена изменника Родины» по статье 58-1 УК РСФСР. Освобождена 23 августа 1946 г. Реабилитирована 18 мая 1956 года военным трибуналом УрВО.
- дети:
- Алик (1930 г.р.)
- Наталья (1939 г.р.).

## Воинские звания
- Старший лейтенант (1935—1936);
- Полковник (1937);
- Комбриг (22 февраля 1938);
- Комдив (31 марта 1940);
- Генерал-майор авиации (4 июня 1940).

### В искусстве
- Фильм-эпопея «Битва за Москву» (1985 г.) содержит сцену самоубийства генерал-майора Копеца.

## Награды
- Герой Советского Союза (медаль № 16) указ Верховного Совета СССР от 21 июня 1937;
- 2 ордена Ленина; (21.06.1937, 19.05.1940);
- орден Красного Знамени (2.01.1937);
- медаль «XX лет Рабоче-Крестьянской Красной Армии» (22.02.1938).

### Комментарии
1. ↑  С марта 1932 года ВВС РККА разделились на войсковую, армейскую и фронтовую авиацию. В ноябре 1940 года выделилась авиация Главного Командования, или дальняя бомбардировочная авиация (ДБА). Начиная со второй половины 1940 года основным тактическим соединением ВВС РККА стала авиадивизия. Как правило, состояла трёх-четырёх авиаполков и насчитывала до 350 самолётов. Существовали однородные (бомбардировочные, истребительные) и смешанные (истребительно-штурмовые и истребительно-бомбардировочные) авиадивизии. Армейская авиация состояла из отдельных смешанных авиационных соединений (авиадивизий), входивших в общевойсковые армии, как правило, по одному авиасоединению на армию. См: Швабедиссен2004, Организация ВВС РККА 1941—1945 г.;
Швабедиссен, Вальтер. Сталинские соколы: анализ действий советской авиации, 1941-1945 гг / [перевод с английского текста]; Вальтер Швабедиссен. — Минск: Харвест, 2004.